# Mālpils
Mālpils (tyska: Lemburg) är en ort och tidigare ett slott i landskapet Livland i Lettland. Mālpils ligger öster om Riga och söder om Sigulda.
Slottet intogs av svenskarna 1625, men återtogs av polackerna 1626. Sedan Lemburg åter kommit i svenskarnas händer, underhölls dess befästningar till 1682, då de raserades.

## Källa
Den här artikeln är helt eller delvis baserad på material från Nordisk familjebok, Lemburg, 1904–1926.